# Cameron (Wirginia Zachodnia)
Cameron – miasto w Stanach Zjednoczonych, w stanie Wirginia Zachodnia, w hrabstwie Marshall.